# Korla Awgust Kocor

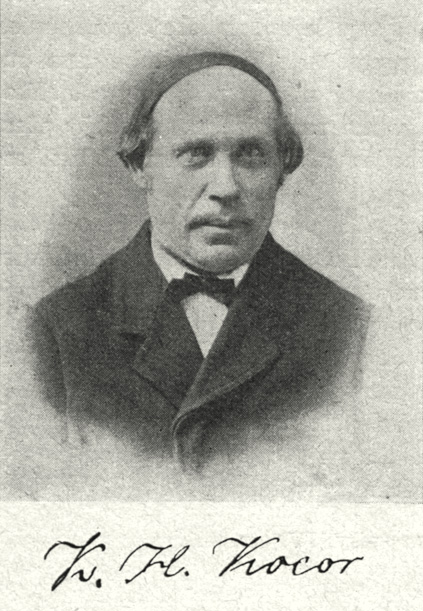
Korla Awgust Kocor

Korla Awgust Kocor (en allemand : Karl August Katzer), né le 3 décembre 1822 à Großpostwitz et mort le 19 mai 1904 à Kittlitz (faubourg de la ville de Löbau), est un compositeur, chef d'orchestre, parolier et organisateur de la vie culturelle sorabe en Haute-Lusace.

## Biographie
Après une scolarité à Großpostwitz, puis des stages en entreprises à Bautzen, Korla Awgust Kocor commença une carrière de professeur de musique.
À l'automne 1844, Korla Awgust Kocor fait la connaissance du poète sorabe Handrij Zejler. Il organise le premier festival de la chanson sorabe le 17 octobre 1845 à Bautzen.
Korla Awgust Kocor a également mis en musique l'hymne national sorabe "Rjana Lužica" sur les paroles de Handrij Zejler. Il mit en musique également un certain nombre de poésies de Handrij Zejler.
En 1852, Korla Awgust Kocor devint organiste à Kittlitz. Il conservera ce poste jusqu'à sa retraite en 1888.
De 1895 à 1897 Korla Awgust Kocor travailla en tant que président d'honneur du département de musique de l'Académie des sciences sorabes Macica Serbska.

## Œuvres
Oratorio
- Serbski kwas (Die sorbische Hochzeit/Le Mariage sorabe), 1849/50
- Žně (Die Ernte/La Récolte), 1849/83
- Nalěćo (Der Frühling/Le Printemps), 1860
- Israelowa zrudoba a tróšt (Israels Trauer und Trost/Deuil et consolation d'Israël), 1861
- Podlěćo (Der Sommer/L'Été), 1883
- Nazyma (Der Herbst/L'Automne), 1886
- Zyma (Der Winter/L'Hiver), 1889
- So zwoni měr (Friedensglocken/La Cloche de la paix), 1891
- Serbski rekwiem (Sorbisches Requiem/Requiem sorabe), 1894
- Wěnc hórskich spěwow (Zyklus von Bergliedern/Cycle de chansons de montagne), 1860

Opéra
- Jakub a Kata (Jakob und Käthe/Jacob et Catherine), 1871

Musique instrumentale
- Trois Sonatines pour violon et piano, 1850
- Trio pour piano, 1873
- Quatuor à cordes, 1879
- Trois danses nationales sorabes pour piano, 1879
- Sérénade pour violon, alto et violoncelle, 1889